# Call of War
Call of War es un videojuego de estrategia en tiempo real multijugador, creado por  la empresa alemana Bytro Labs y publicado por Bigpoint Games. Es un juego basado en la Segunda Guerra Mundial donde los jugadores pueden manejar la mayoría de los países existentes en aquella época. Los jugadores compiten contra otros jugadores o contra la IA (Inteligencia Artificial) que es controlada por el propio ordenador.

## Sistema de juego
El juego se basa en el modo multijugador, en el que varios jugadores combaten o se alían entre sí para ganar la partida. El modo de ganar es tomar todas las provincias posibles que den puntos y quien tenga más o llegue al límite gana. Aun así, se puede ganar si todos los jugadores se inactivan de una ronda y solo quedan 3. Si este es el caso, los jugadores tendrán la opción en el periódico de "Retirada" para poder finalizar allí mismo la ronda y poder entrar a otras partidas. Al iniciar el juego se disponen además, diferentes tropas que varían según el mapa y tiempo. Por ejemplo,  si entramos al mapa de la Conquista del Pacífico no tendremos las mismas tropas que en el mapa de la Blitzkrieg.
Dentro de la partida, se dispone  de seis menús, los cuales son el Periódico, la Diplomacia, la rama de Investigación y las Coaliciones,  excepto que se empieza la partida con equipos ya prediseñados, ejércitos y espionaje.

## Características

### World Herald
El World Herald, (en castellano Heraldo del Mundo) es el periódico se encuentra primero en las opciones debajo de la bandera, en la esquina izquierda de arriba. Esta opción, permite dar "comunicados" a otros jugadores. Además, puedes ver cuales son las economías más poderosas, los mejores ejércitos, las potencias, cuanto falta para el cambio de día, las reglas, etcétera. Se usa mayormente en las partidas de rol para establecer los gobiernos más que en partidas comunes.

### Diplomacia
Esta, es una de las opciones más importantes dentro del juego, ya que permite establecer relaciones de alianza o guerra con otros países en la partida. Se tienen varias opciones aquí, que nos facilitarán las partidas. Se pueden hacer intercambios de unidades o recursos. Debajo se listarán rápidamente las relaciones que se pueden tener con otros países.

#### Guerra
Permite declararle la guerra a un país y atacarlo con tus unidades. Si no se declara, se declarará automáticamente al cruzar frontera y pasar por territorio enemigo, si no tenemos derecho de paso, mapa compartido o información compartida.

#### Embargo Comercial
El Embargo comercial, sirve para poder hacerle un Embargo económico al enemigo, haciendo que ni uno ni el otro puedan comerciar entre sí, lo que hace que se dificulte un poco con los recursos. Aun así, también los jugadores la pueden usar si entre varios le hacen un Embargo a un solo país para hacerle presión.

#### Paz
Es la que viene por defecto al iniciar todas las rondas y en la que, simplemente no nos atacamos y nos encontramos en un período de tranquilidad con el otro país.

#### Derecho de paso
La relación del Derecho de paso, sirve para que cuando el otro país acepte, podamos pasar ejércitos por su territorio. Simplemente, te deja pasar por territorios del enemigo sin conquistarlos y sin declaración de guerra. Además, es la única relación de "alianza" que podemos tener con la IA si no le dejamos ninguna tropa en sus fronteras. Aun así, no podemos ver el mapa del país que nos dio el derecho, sino que podemos pasar por el.

#### Mapa Compartido
El Mapa compartido nos deja ver el mapa del otro país con el que hayamos hecho el trato. Podemos ver sus unidades, a quién ataca y además, podemos pasar por su país. Es la opción que la mayoría escoge para las alianzas.

#### Información Compartida
Esta relación es casi igual que la del mapa compartido, ya que nos permite hacer lo mismo que la anterior, pero esta vez, se le agrega el poder ver el espionaje del país con el que tengas esta relación. Es decir, si tienes un aliado espiando a otro país tu podrás verlo aunque no hayas mandado tu los espías.

### Doctrinas
Existen 4 doctrinas diferentes en una partida, un país puede ser rival o aliado de otro sin depender de que compartan la misma doctrina:
Potencias del Eje: Poder- Mas salud y poder de ataque a las unidades, pero mayor costo de producción.
Aliados: Optimización- Menor tiempo de producción, investigación y mejoras, pero menor velocidad.
Comunistas: Cantidad- Menor costo de producción y construcción, pero menor fuerza de ataque.
Pan-asiática: Sorpresa- Mayor velocidad, mayor sigilo, pero menor salud.

### Rama de Investigación
La rama de investigación es otra de las opciones importantes dentro del juego, pues nos permite investigar unidades para nuestro país. Van desde la rama de Infantería hasta la rama secreta. Las ramas son: Infantería, Blindaje, Artillería, Aérea, Marítima y Secreta. Todas ellas son de utilidad y nos hacen posible ganar una guerra contra el enemigo, además de mejorar tecnológicamente. Las investigaciones se van desbloqueando de a poco con el paso de los días y varían según el mapa y la doctrina empleada.

### Unidades
En el juego, las unidades tienen niveles, cuanto más alto el nivel, serán más veloces, más fuertes, más resistentes serán las unidades. También se encuentra una amplia cantidad de unidades para ganar la partida. Entre estas unidades hay milicia, infantería, infantería motorizada, infantería mecanizada, unidades especiales, paracaidistas, coches blindados, tanques ligeros, medianos, pesados y destructores de tanques, artillería, artillería antitanque, artillería antiaérea, artillería autopropulsada, artillería antiaérea autopropulsada, aviones interceptores, bombarderos tácticos, bombarderos ofensivos, bombarderos estratégicos, bombarderos navales, destructores, submarinos, cruceros, buques de combate, portaaviones, artillería de cohetes, artillería de cohetes autopropulsadas, cañones ferroviarios, misiles aéreos, cohetes, cazas con misiles, bombarderos atómicos y cohetes nucleares. Cada unidad tiene diferentes pros y contras, blindaje, velocidad y efectividad de producción y ataque.
Además, cada unidad depende de la doctrina empleada por el jugador, dependiendo de la doctrina pueden ser más caras de producir, más fuertes o más veloces.

### Provincias
Las provincias son todas aquellas con las que empezamos y tenemos que conquistar para ganar una partida, dentro del juego las provincias tienen diferentes nombres y diferentes cualidades. Las provincias rurales son las que cuentan con diferentes terrenos, como montañas, colinas, bosque o llanuras, estos terrenos pueden beneficiar a algunas tropas y ayudarlas a ser sigilosas y aumentar su fuerza, pero también las pueden ralentizar o hacerlas más débiles. Después están las provincias urbanas, que pueden ser las capitales y en las cuales puedes producir unidades, producir una mayor cantidad de recursos y son las que dan puntos de victoria al conquistarlas, o simplemente al tenerlas desde un principio de la partida.

### Coalición
En el menú coalición, podemos crear un tipo de alianza, en la cual podemos invitar a jugadores para que se unan a ella y poder conquistar en conjunto. El número máximo de integrantes varía depende del modo de juego. Al entrar, no podrás atacar a miembros de tu coalición aunque lo intentes, deberás abandonar la misma para ello, y no podrás unirte a otra coalición hasta pasados 3 días (dentro del juego). La relación predeterminada de las coaliciones es la de Mapa compartido.
Para entrar a una coalición, debes ir al menú de coaliciones, y al escoger una, solicitar unirse al líder mediante el botón de Postularse. Una vez hecho esto, solo deberás esperar a que el líder de la alianza nos acepte y ya formaras parte.

## Mapas
Cada mapa tiene varias naciones que se pueden elegir, cuyo número varía según el mapa escogido, el mapa con menos países es el de la Blietzkreg, que cuenta con 10 jugadores, mientras que el que tiene más es el Mundo en Guerra, que alcanza los 100 jugadores. A continuación las naciones manejables de cada mapa (los mapas contienen irregularidades respecto a las fronteras históricas):

### Choque de Naciones
Es considerado el mapa principal del juego, sus países y territorios están basados en los existentes durante la Primera Guerra Mundial y la Guerra Civil Rusa:
| - Alemania - Francia - Reino Unido - Italia - España - Turquía | - Imperio Ruso - Rusia Comunista - Cáucaso - Ucrania - República Cosaca - Gran Finlandia - Suecia | - Sur de los Estados Unidos - Estados Unidos del Norte - Canadá - Yugoslavia - Gran Rumanía - Polonia | - Argelia - Egipto - Libia - Marruecos - México - Manchukuo |

### Blitzkrieg
Está inspirado en la situación geopolítica de Europa al momento del inicio de la Segunda Guerra Mundial:
| - Alemania - Arabia Saudita - Bélgica - Bulgaria - Canadá - Checoslovaquia - Cuba - Dinamarca | - España - Estados Unidos - Estonia - Finlandia - Francia - Grecia - Hungría - Irak | - Irlanda - Italia - Letonia - Lituania - Luxemburgo - Noruega - Países Bajos - Polonia | - Portugal - Reino Unido - Rumanía - Suecia - Suiza - Turquía - Unión Soviética - Yugoslavia |

- Datos: Q98044358